# Chimalaco
Chimalaco är en ort i Mexiko.   Den ligger i kommunen Axtla de Terrazas och delstaten San Luis Potosí, i den centrala delen av landet, 230 km norr om huvudstaden Mexico City. Chimalaco ligger 105 meter över havet och antalet invånare är 714.
Terrängen runt Chimalaco är varierad. Runt Chimalaco är det ganska tätbefolkat, med 100 invånare per kvadratkilometer. Närmaste större samhälle är Villa Terrazas, 7,1 km öster om Chimalaco. I omgivningarna runt Chimalaco växer huvudsakligen savannskog.